# Pennisetum mezianum
Espèce
Classification phylogénétique
Pennisetum mezianum est une espèce de plantes de la famille des Poaceae (Graminées,) originaire de l'Afrique tropicale. Elle peut être l'espèce dominante dans les formations herbeuses, notamment en Afrique de l'est.